# Jezero Inya
Jezero Inja (Inya) (burmansko အင်း ယား ကန် ,[ʔíɴjá kàɴ]; prej jezero Victoria) je največje jezero v Jangonu v Mjanmarju, priljubljeno rekreacijsko območje za Jangončane in slavno mesto za romantične trenutke. Je 10 km severno od središča mesta Jangon. Jezero Inja omejujejo: ceste Parami na severu, Pjaj na zahodu, Inja na jugozahodu, Univerzitetna avenija na jugu in cesta Kaba Aje Pagoda na vzhodu. 
Razen javnega parka na jugozahodni obali pri univerzi je velik del obale najdražja zasebna lastnina v državi. Tukaj so med drugimi rezidenca Aung San Su Či, nekdanjega predsednika vlade Ne Vina in ambasada ZDA.
Javni dostop do jezera je na voljo po cesti Kaba Aje Pagoda in po cestah Inja in Pjaj poleg Jangonske univerze. Približno 2 uri potrebuješ, da ga obkrožiš peš.

## Zgodovina
Jezero Inja je umetno jezero, ki so ga Britanci uporabljali kot zbiralnik vode med letoma 1882 in 1883, da bi zagotovili oskrbo z vodo v Jangonu.  Jezero je nastalo z združitvijo manjših gričev, ki so obkrožali potoke, ki so nastali med monsuni. Po ceveh teče voda iz jezera Inja do jezera Kandaudži, ki je v bližini središča mesta Jangona.
Druga regionalna skavtska konferenca Far East, ki jo je gostila Univerza v Rangunu leta 1960, s prvim Far East strokovnim usposabljanjem skavtov, je bila v Inyale Campu na jezeru Inja kot vzporedni dogodek.
16. marca 1988 so študenti po uboju dveh študentov med demonstracijami prodemokracije korakali po cesti Prome (zdaj Pjaj) in se v bližini jezera Inja spoprijeli z varnostnimi silami Lon Htein - posebne policijske enote. Mnoge so pretepli do smrti ali utopili.

## Park
Park je v bližini Jangonske univerze. Je 15 ha velik, najbolj znan kot romantično sprehajališče za študente in je večkrat prizorišče v burmanski popularni kulturi (romani, filmi, pesmi itd). Poleg zmenkov so na voljo obiskovalcem tudi plavanje, jadranje in veslanje. Tukaj je sedež Jadralnega kluba Jangon.

## Razno
Jezero Inja je bilo ime tekmovalnemu konju leta 1998 zmagovalca Molecomb Stakes v Veliki Britaniji.